# Christopher Dresser
Christopher Dresser (4. července 1834 Glasgow – 24. listopadu 1904 Mylhúzy) byl skotský designér viktoriánského období. Byl jedním z prvních specialistů na užité umění a příslušníkem hnutí Aesthetic Movement.
Vystudoval londýnskou Royal College of Art, odborně se zabýval botanikou a hojně se inspiroval rostlinnými motivy. Úspěch mu přinesla Světová výstava 1862. Věnoval se návrhům nádobí, nábytku, koberců, tapet a dlaždic, přičemž se snažil oslovit zákazníky z různých sociálních vrstev. Navštívil Japonsko a stál u zrodu „anglojaponského stylu“. Byl spolumajitelem firmy Dresser & Holme, zaměřené na dovoz orientálního zboží do Anglie. Využíval možnosti strojové výroby uměleckých předmětů a zajímal se také o problémy ergonomie.
Vydal knihy Art of Decorative Design, Japan, its Architecture, Art and Art-Manufactures a Modern Ornamentation.